# دریاچه کیو

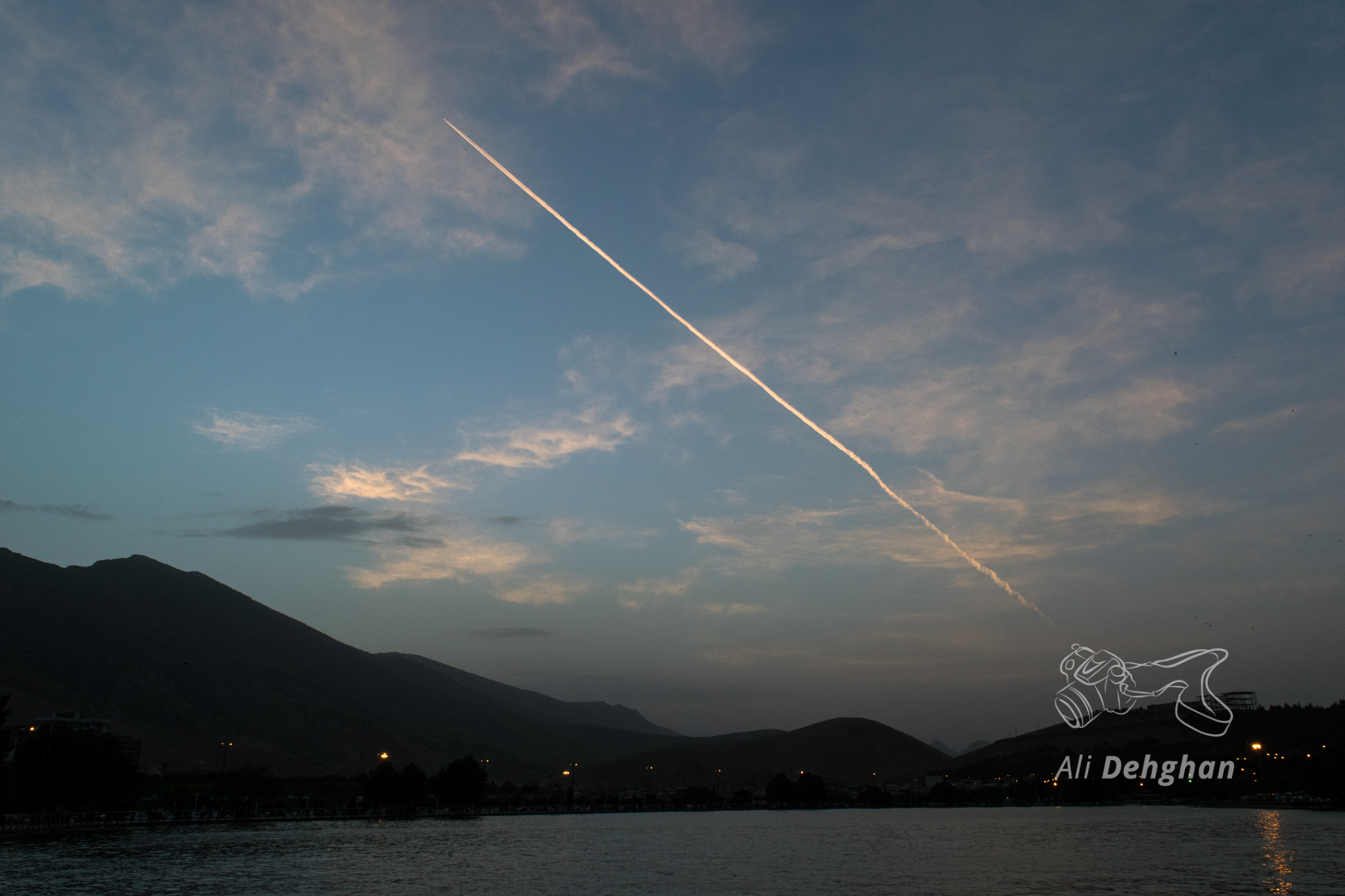
غروب دریاچه کیو

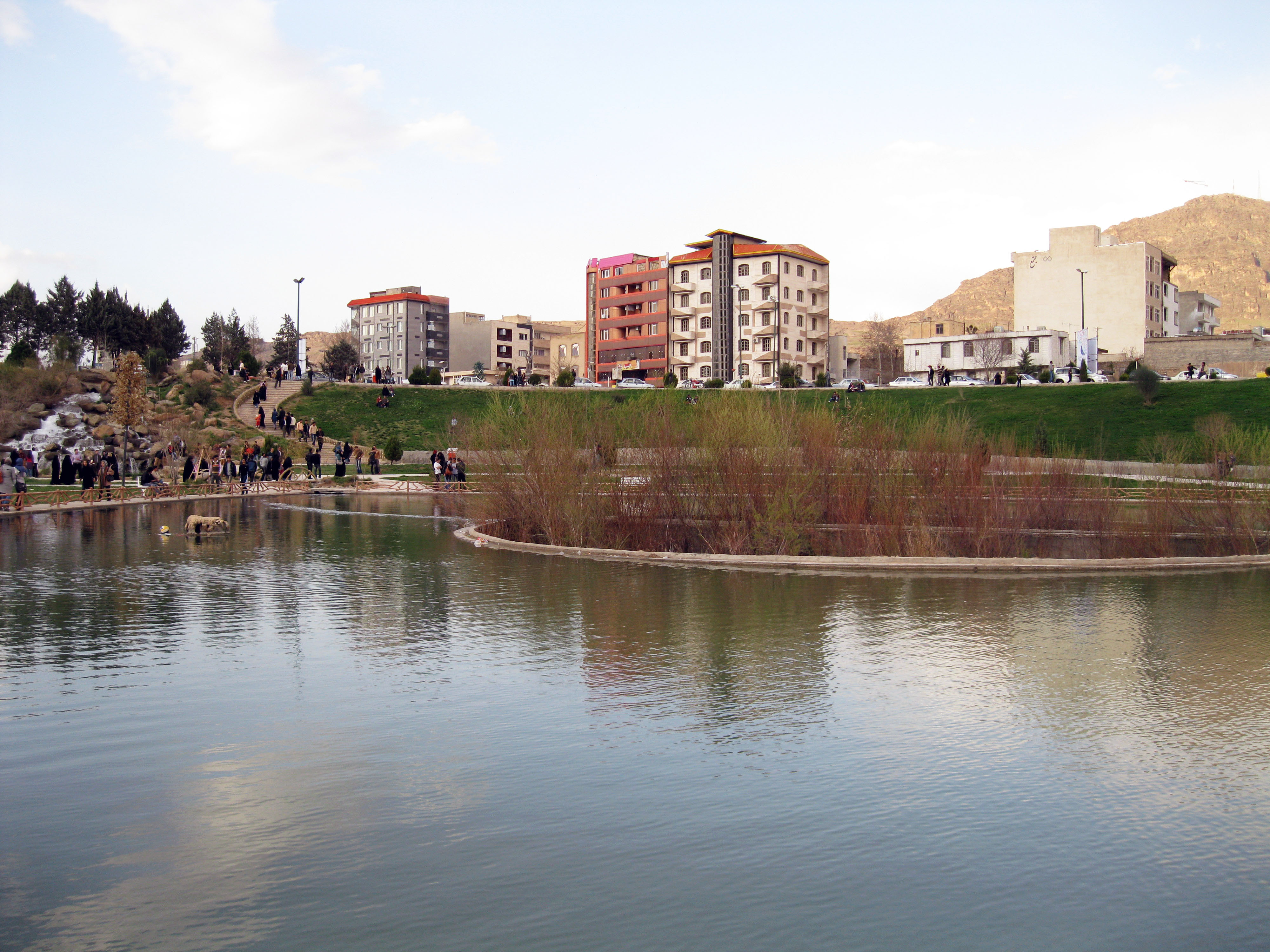
دریاچه ماهی و پارک زیبا کنار، در جنوب دریاچه

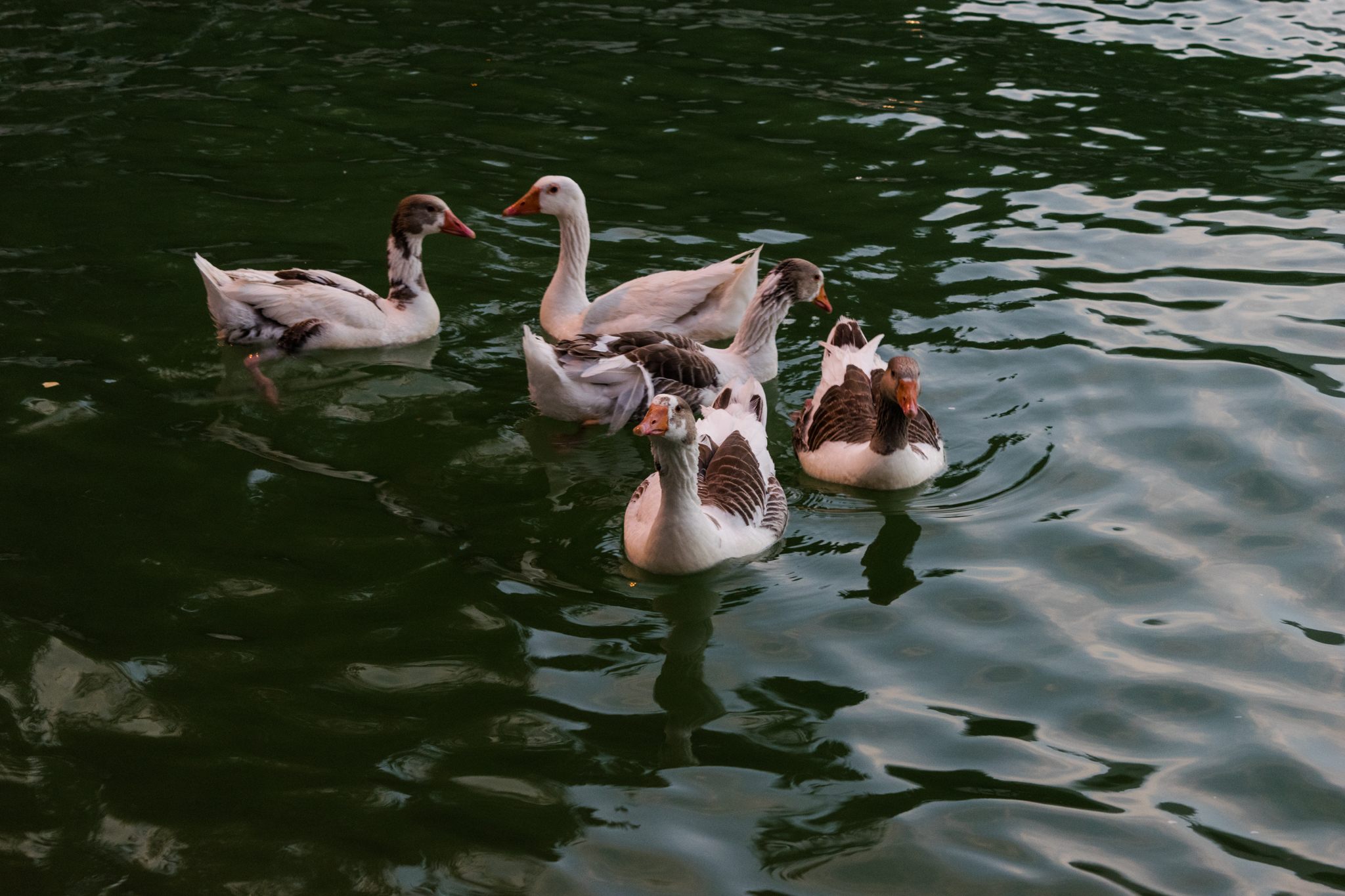
اکو سیستم دریاچه کیو

دریاچه کیو (به لری: سراو کیاو) دریاچه‌ای طبیعی است که در شمال غرب خرم‌آباد واقع شده‌است. مساحت دریاچه ۷ هکتار و عمق آن بین ۳ تا ۷ متر است. این دریاچه که یکی از دریاچه‌های طبیعی درون‌شهری ایران به‌شمار می‌رود، زیستگاهی مناسب برای جانوران آبزی و پرندگان بومی و مهاجر است و نیز با وجود امکانات تفریحی و وجود شهر بازی و چشم‌اندازهای طبیعی متعددی که در اطراف آن وجود دارند، از ارزش گردشگری درون‌شهری قابل ملاحظه‌ای برخوردار شده‌است. آب این دریاچه از سرچشمه‌های موجود در مخمل کوه، چشمه گلستان و نیز از طریق چشمه‌های کف دریاچه تأمین می‌شود.
کیاوو در لری خرم‌آبادی به معنی کبودرنگ و آبی است و دلیل استفاده آن آب زلال و عمیق این دریاچه است که به رنگ آبی و نیلی دیده می‌شود.

## تاریخچه
تا پیش از سال‌های ۱۳۵۴ و ۱۳۵۵ خورشیدی در جایگاه کنونی این دریاچه چشمه‌ای به نام «سراب کیو» وجود داشت که اکنون نیز بخش عمده آب دریاچه از این چشمه واقع در قسمت شمال شرقی آن تأمین می‌شود.
دریاچه کنونی در طول سال‌های ۱۳۵۴–۱۳۵۵ و در زمان شهرداری علی‌محمد ساکی ساخته شد. ساکی و دست‌اندرکاران وقت شهرداری خرم‌آباد با بررسی دریاچه و فضای اطراف آن، در ظرف چند سال با اقدامات گسترده‌ای آغاز به تکمیل آن نمودند که از جمله این اقدامات بنا نهادن، شکل‌دهی و استانداردسازی دریاچه به صورت کنونی، احداث مهمان‌سرای جهان‌گردی و احداث امکانات رفاهی-تفریحی همچون شهر بازی در اطراف دریاچه بود.

## موقعیت
آب دریاچه از چشمه تأمین می‌شود و به لحاظ ویژگی‌های خاص خود می‌تواند به عنوان یکی از مراکز جذب گردشگر تبدیل شود. در کنار این دریاچه امکانات تفریحی، شهربازی و چشم‌انداز زیبایی وجود دارد. کیو یک دریاچه و سرآب فصلی است، اما شهرداری خرم‌آباد هم‌اکنون آب سرچشمه دائمی گلستان که در زیر قلعه فلک‌الافلاک قرار دارد را به منظور دائمی کردن دریاچه کیو داده‌است.

## به‌سازی دریاچه
در سال‌های اخیر اقداماتی در جهت حفاظت از منابع تأمین‌کننده آب دریاچه و همچنین چراغ گذاری و ترمیم نرده‌های اطراف دریاچه صورت گرفته‌است همچنین طرح‌هایی برای ایجاد فواره و آب‌نما در دریاچه در دست بررسی است. همچنین طرح انتقال آب چشمه گلستان به دریاچه کیو باعث دائمی شدن آن و خشک نشدن آن در نیمی از فصل‌های سال است.

## تشکیل زنجیره انسانی
در خرداد سال ۱۳۹۳ مردم شهر خرم‌آباد با تشکیل یک زنجیره انسانی گرداگرد سرآب این دریاچه از مصرف بهینه منابع آب در ایران حمایت کردند.